# رابط دائم

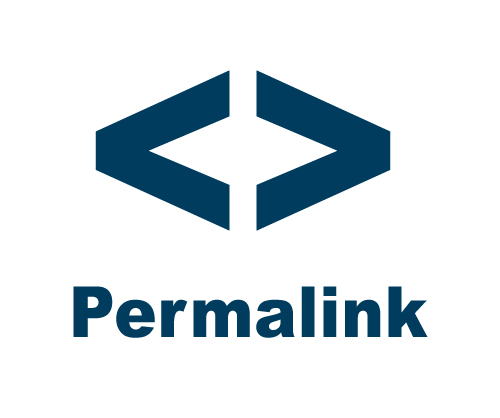
الرابط الدائم (بالإنجليزية: Permalink) هو عنوان URL يُرغبُ بقاؤه دون أن يتغير أو يعطب لسنوات عديدة في المستقبل

الرابط الدائم (بالإنجليزية: Permalink)‏ هو عنوان URL يُرغبُ بقاؤه دون أن يتغير أو يعطب لسنوات عديدة في المستقبل ، مما ينتج عنه رابط تشعبي أقل عرضة لما يُسمى بانكسار الروابط . غالبًا ما تكون الروابط الدائمة بسيطة كالروابط النظيفة، لتكون أسهل في الكتابة والحفظ. معظم برامج التدوين ونشر المحتوى الحديثة تدعم نشر مثل هذه الروابط، وأحياناً تُستخدم خدمات تقصير الروابط لإنشائها.
الرابط الثابت هو نوع من المعرفات الدائمة وتستخدم كلمة الرابط الثابت أحيانًا كمرادف للمعرف الدائم. لكن مع ذلك يُطبّق الرابط الثابت على المعرفات الدائمة التي تنشؤها أنظمة إدارة المحتوى للصفحات التي يخدمها هذا النظام. هذا الاستخدام شائع بشكل خاص في عالم المدونات، حيث لا تُحتفظ هذه الروابط من سلطة خارجية، واستمرارها يعتمد على استمرارية نظام إدارة المحتوى نفسه.

## روابط خارجية
- معرّفات URI الرائعة لا تتغير - تيم لي
- اختر URIs بحكمة
- نوع الرابط "إشارة مرجعية"
- [rfc:8574 cite-as: ارتباط ارتباط لنقل URI المفضل للإشارة إليه]

قالب:Blog topics